# Ohalo
Ohalo este denumirea comună folosită pentru situl arheologic Ohalo II situat în apa Mării Galileei, în apropiere de malul său sud-vestic și la 9 km sud de orașul Tiberias din Israel. Aici s-a găsit o mică așezare foarte bine conservată de vânători-culegători din perioada Paleoliticului superior (acum 23.000 de ani) care a dus la câteva descoperiri unice în lume: cele mai vechi culturile de grâne, cele mai vechi colibe acoperite cu stuf, o saltea de ierburi care este cea mai veche dovadă de folosire a unui loc special amenajat pentru dormit și o descoperire rară de zeci de mii de semnițe de fructe și de cereale bine conservate datorită acoperirii lor de un strat de sediment și de apă. 

## Istoric și descoperiri arheologice:

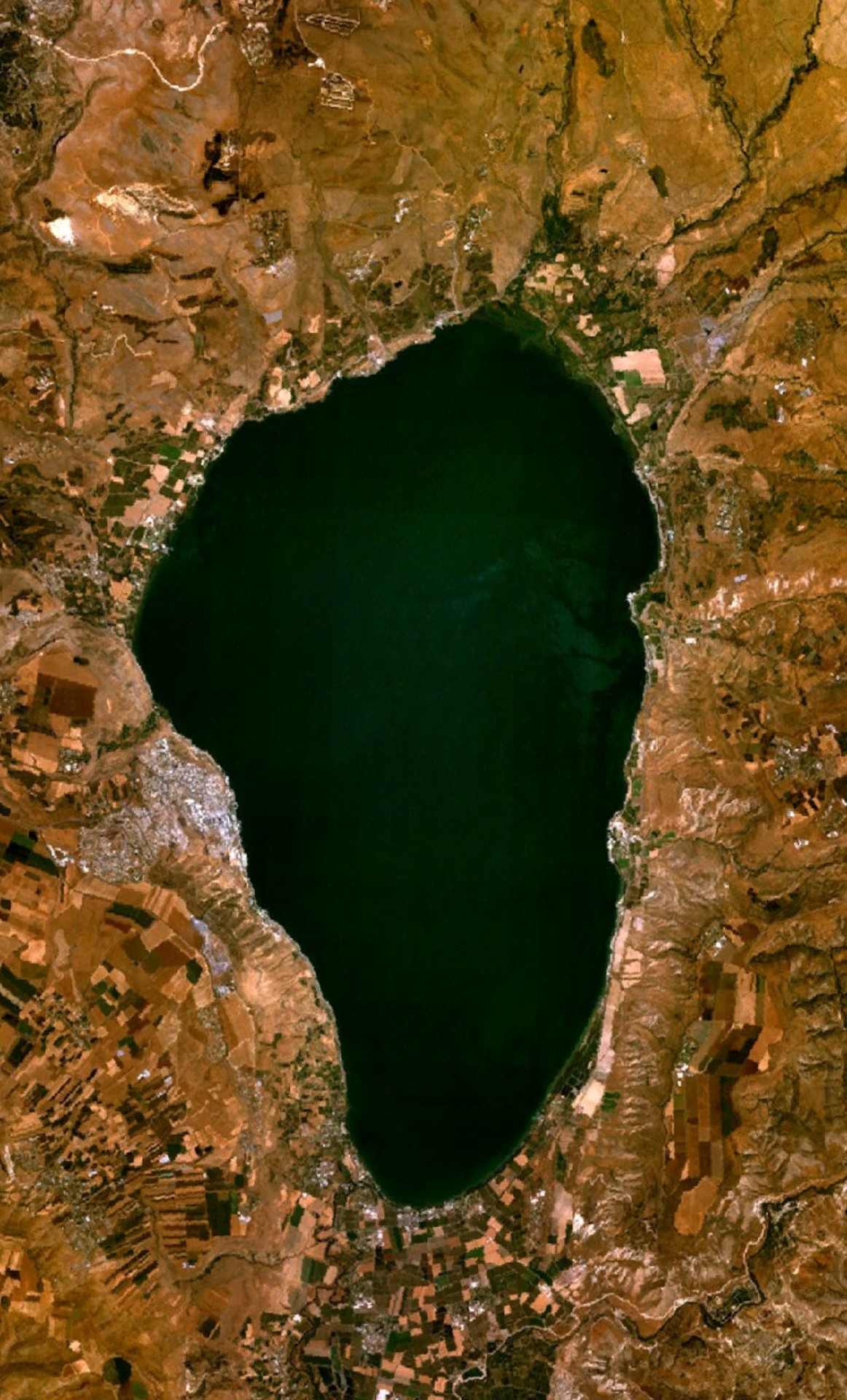
Imagine din satelit a Mării Galileei

În 1989 apa Mării Galileei (care de fapt este un lac cu apă dulce) a scăzut foarte mult, dezvăluind această mică așezare de vânători-culegători din perioada paleoliticului superior de acum 23.000 de ani, aflată de obicei sub nivelul apei.  S-au efectuat apoi săpături arheologice in zonă în 1989 și 10 ani mai târziu, când apa a scăzut din nou.
Aici s-au descoperit cele mai vechi colibe acoperite cu stuf din lume, situl fiind acoperit de un strat de sediment și de apă care au conservat o abundență rară de descoperiri biologice: zeci de mii de semnițe de fructe și de cereale, o saltea de ierburi care este cea mai veche dovadă de folosire a unui culcuș special amenajat pentru dormit, o piatră plată folosită pentru zdrobirea sau măcinarea cerealelor și multe rămășițe animale, inclusiv sute de mii de oase de pește. 
Aici au fost descoperite și  cele mai vechi culturi de grâne din lume.
Alte descoperiri includ unelte, un mormânt cu un schelet de bărbat de 35-40 de ani și un șirag de mărgele din scoici.